# 輕子
輕子（Lepton）是一種不参與强相互作用、自旋为1/2的基本粒子。電子是最為人知的一種輕子；大部分化學領域都會涉及到與電子的相互作用，原子不能沒有它，所有化學性質都直接與它有關。輕子又分為兩類：「帶電輕子」與「中性輕子」。帶電輕子包括電子、緲子、陶子，可以與其它粒子組合成複合粒子，例如原子、電子偶素等等。 在所有帶電輕子中，電子的質量最輕，也是宇宙中最穩定、最常見的輕子；質量較重的緲子與陶子會很快地衰變成電子，緲子與陶子必須經過高能量碰撞製成，例如使用粒子加速器或在宇宙線探測實驗。中性輕子包括電中微子、緲中微子、陶中微子；它們很少與任何粒子相互作用，很難被觀測到。
輕子一共有六種風味，形成三個世代。第一代是電輕子，包括電子（
e−
）與電中微子 （
ν
e）。第二代是緲輕子，包括緲子（
μ−
）與緲中微子 （
ν
μ）。第三代是陶輕子，包括陶子（
τ−
）與陶中微子（
ν
τ）。
輕子擁有很多內秉性質，包括電荷、自旋、質量等等。輕子與夸克有一點很不相同：輕子不會感受到強作用力。輕子會感受到其它三種基礎力：引力、弱作用力、電磁力。但是，由於中微子的電性是中性，中微子不會感受到電磁力。每一種輕子風味都有其對應的反粒子，稱為「反輕子」。帶電輕子與對應的反輕子唯一不同之處是帶有電荷的正負號相反。根據某些理論，中微子是自己的反粒子，但這論點尚未被證實。
在標準模型裏，輕子扮演重要角色，電子是原子的成分之一，與質子、中子共同組成原子。在某些被合成的奇異原子裏，電子被更換為緲子或陶子。像電子偶素一類的輕子-反輕子粒子也可以被合成。

## 詞源學
英文術語「lepton」源自希臘語（leptón），是（leptós）的中性，含意為"小、薄"。萊昂·羅森菲爾德於1948年最先為英文術語「lepton」命名。 
在克理斯蒂安·莫勒教授的建議之後，決定用「lepton」（從「λεπτός」，小、薄）這字來稱呼一種小質量的粒子。
這命名不正確地假定所有輕子的質量都很小。在洛森斐命名那時，學術界只知道有電子與緲子兩種輕子。它們的質量的確很小，電子的質量為0.511 MeV，緲子的質量為105.7 MeV，比質子的質量938.3 MeV輕很多。可是，在1970年代中期發現的陶子，它的質量是1777 MeV，幾乎是質子的兩倍。

## 歷史

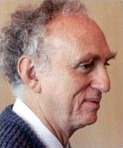
馬丁·佩爾與他的實驗團隊發現陶子。

最先被辨識的輕子是電子，英國物理學者約瑟夫·湯姆森與實驗團隊於1897年發現電子。
1930年，沃爾夫岡·包立大膽假設電中微子存在，這是為了解釋β衰變的能量缺失問題，挽救能量守恆定律；包立認為，所有最初與最終觀察到的粒子的能量差，都被一種尚未探測到的粒子帶走了，這粒子具有電中性，不會留下軌跡，所以很難探測到。三年後，恩里科·費米給出理論，成功描述β衰變，強力支持包立的假設。費米將這粒子命名為「中微子」，意思為「微小的中子」。在那時期，電中微子被稱為中微子，因為尚未發現其它世代的中微子。1956年，克萊德·科溫與弗雷德里克·萊因斯共同完成科溫-萊因斯中微子實驗首先直接觀察到中微子的存在。
在電子被發現大約40年之後，卡爾·安德森於1936年發現了緲子。由於它的質量，緲子最初被歸類為介子，而不是輕子。漸漸地，學者發覺緲子的性質更接近電子，只是質量比較大，而且緲子不會感受到強相對作用，不具有介子的性質。1947年，才有學者開始提議一群粒子被歸類為輕子的概念。 後來，緲子被重新歸類，緲子、電子與電中微子一起被歸類為輕子。1962年 利昂·萊德曼、梅爾文·施瓦茨與傑克·施泰因貝格爾做實驗直接探測到緲中微子，證實不只一種中微子存在。
馬丁·佩爾與他的實驗團隊於1975年完成實驗首先探測到陶子。如同電子與緲子，物理學者認為它應該也有伴隨的中微子，這是因為他們觀察到類似β衰變的缺失能量問題。費米實驗室的直接觀察陶中微子實驗（Direct Observation of the NU Tau，DONUT ）團隊於2000年探測到陶中微子參與作用的證據。
虽然現有數據符合三個世代的輕子，有些粒子物理學者仍在尋找第四代帶電輕子。這種帶電輕子的質量下限為100.8 GeV，伴隨它的中微子最少應該帶有質量45.0 GeV。

## 性質

### 自旋與手徵性

右手螺旋性（同向）與左手螺旋性（反向）。

輕子是自旋1⁄2粒子，只能處於兩種自旋態：上旋或下旋。自旋統計定理將它們按照自旋歸類為費米子，遵守包立不相容原理，因此任何兩個全同的輕子不能同時佔有相同的量子態。:28-29
手徵性與螺旋性（helicity）是與自旋緊密相關的兩種性質，螺旋性跟粒子的自旋與動量之間的相對方向有關；假若是同向，則粒子具有右手螺旋性，否則粒子具有左手螺旋性。對於不帶質量粒子，這相對方向與參考系無關，可是，對於帶質量粒子，由於可以藉著洛倫茲變換來改換參考系，從不同的參考系觀察，粒子動量不同，因此翻改螺旋性，可以從右手螺旋性翻改為左手螺旋性，或從左手螺旋性翻改為右手螺旋性。手徵性是通過龐加萊群（Poincaré group）的變換來定義的性質。對於不帶質量粒子，手徵性與螺旋性一致；對於帶質量粒子，手徵性與螺旋性有別。:137-138, 338-340
在很多量子場論裏，例如量子電動力學與量子色動力學，並沒有對左手與右手費米子作任何區分，可是，在標準模型的弱相互作用理論裏，按照手徵性區分的左手與右手費米子被非對稱地處理，只有左手費米子參與弱相互作用，右手中微子不存在。這是宇稱違反的典型例子。:ch 9.7

### 電磁相互作用

輕子-光子相互作用。

輕子的電荷{\displaystyle Q}決定了它所產生的電磁場，也決定了它怎樣響應外電磁場。輕子的每個世代的組員都有一個帶電輕子{\displaystyle Q=-1}與一個中性輕子{\displaystyle Q=0}，例如，第一代輕子為電子
e−
與電中微子
ν
e。
使用量子場論的語言，帶電輕子所涉及的電磁相互作用表達為這輕子與電磁場的量子（光子）彼此之間的相互作用。右圖是電子-光子相互作用的費曼圖。
由於輕子具有自旋，帶電輕子會產生磁場，磁偶極矩{\displaystyle \mu }為
{\displaystyle \mu =g{\frac {Qe\hbar }{4m}}}；
其中，{\displaystyle m}是輕子的質量，{\displaystyle g}是輕子的g-因數（g-factor）。
一階近似量子力學預測，對於所有輕子，g-因數為2；可是高階量子效應，因為費曼圖裏的虛粒子圈對於這數字給出修正。這些修正，稱為反常磁偶極矩（anomalous magnetic dipole moment），對於量子場論模型的細節非常敏感，因此是準確檢驗標準模型的好機會。對於電子測量其反常磁偶極矩所得到的實驗數值符合理論結果至8個有效數字。:197

### 弱相互作用
在標準模型裏，輕子可以按照手徵性分為左手輕子與右手輕子；左手輕子的弱同位旋T為1⁄2，左手帶電輕子與左手中微子的弱同位旋投影（弱同位旋的第三分量）T3分別為-1⁄2、+1⁄2，弱相互作用是由它們組成二重態（doublet state）(
ν
eL, 
e−
L)共同實現；右手帶電輕子的弱同位旋T為0，形成單態，不參與弱相互作用；右手中微子並不存在。:342-344
希格斯機制將弱同位旋SU(2)與弱超荷U(1)對稱的四個規範場，重新組合成傳遞弱相對作用的三個帶質量玻色子 （
W+
、
W−
、
Z0
）與傳遞電磁相對作用的不帶質量玻色子（光子）。通過蓋爾曼-西島方程，可以從弱同位旋投影T3與弱超荷YW計算出電荷Q：
{\displaystyle Q=T_{3}+Y_{W}/2}。
為了符合觀察到的任何粒子所帶有的電荷，所有左手弱同位旋二重態(
ν
eL, 
e−
L)的弱超荷YW必須為-1，而右手弱同位旋單態(
e−
R)的弱超荷YW必須為-2。

### 質量
在標準模型裏，每一個輕子原本不具有內秉質量；通過與希格斯場耦合，帶電輕子獲得有效質量，但中微子仍舊不帶質量，這意味著不同世代的帶電輕子不會相互混合，與夸克的物理行為大不相同。這結果符合當今實驗數據。:27
但是，從實驗中得知（最顯著的是中微子振盪實驗），中微子實際帶有微小質量，大約小於2 eV。這意味著後標準模型 （beyond the Standard Model）的物理現象。當今最被物理學者青睞的理論延伸是翹翹板機制，它可以解釋為甚麼左手中微子的質量遠輕於對應的帶電輕子，為甚麼做實驗尚未能觀察到任何右手中微子。

### 輕子數
每一代輕子的成員組成一個弱同位旋二重態：
{\displaystyle {\binom {\nu _{e}}{e^{-}}}}、{\displaystyle {\binom {\nu _{\mu }}{\mu ^{-}}}}、{\displaystyle {\binom {\nu _{\tau }}{\tau ^{-}}}}。
每一代弱同位旋二重態的成員都被分派一個輕子數。在標準模型裏，輕子數守恆。:27-49電子與電中微子的電子數Le為1。緲子與緲中微子的緲子數Lμ為1。陶子與陶中微子的陶子數Lτ為1。 反輕子的輕子數為對應輕子的輕子數乘以−1。
輕子數守恆的意思就是同類氫子數的代數和保持不變，當粒子耦合時；這意味著只有同一代的輕子與反輕子才能成對產生。例如，以下過程是被允許的：

e−

 + 
e+

 → 
γ

 +  
γ

、

τ−

 + 
τ+

 → 
Z0

 +  
Z0

。
以下過程是不被允許的：

γ

 → 
e−

 + 
μ+

、

W−

 → 
e−

 + 
ν
τ
、

Z0

 → 
μ−

 + 
τ+

。
但是，中微子振盪違反單獨輕子數守恆，這是後標準模型物理的確鑿證據。更強的守恆定律是總輕子數守恆。中微子振盪遵守總輕子數守恆。但是，手徵反常稍微違反了這守恆定律。

## 普適性
輕子與對應的中微子之間的相互作用與風味無關，換句話說，對於電子與電中微子之間的相互作用、緲子與緲中微子之間的相互作用、陶子與陶中微子之間的相互作用，假若將質量差別納入考量，則這三種相互作用的效應相等。這性質稱為輕子相互作用的「普適性」。所有已知實驗數據與這種普適性一致:36-38做實驗測量陶子與緲子的平均壽命，或Z玻色子衰變為輕子的部分衰變寬度，可以檢驗這性質。在大型正负电子对撞机與史丹福直線加速器裏，完成了很多這類檢驗普適性的實驗。:241-243:138
對於過程
μ−

 → 
e−

 + 
ν
e
 + 
ν
μ
，緲子的衰變率{\displaystyle \Gamma }以方程式表示為（更詳盡內容，請參閱緲子衰變）:36-38
{\displaystyle \Gamma \left(\mu ^{-}\rightarrow e^{-}+{\bar {\nu _{e}}}+\nu _{\mu }\right)=K_{1}G_{F}^{2}m_{\mu }^{5}}；
其中，{\displaystyle K_{1}}是常數，{\displaystyle G_{F}}是費米耦合常數，{\displaystyle m_{\mu }}是緲子的質量。
對於過程
τ−

 → 
e−

 + 
ν
e
 + 
ν
τ
，陶子的衰變率{\displaystyle \Gamma }以同樣形式的方程式表示為
{\displaystyle \Gamma \left(\tau ^{-}\rightarrow e^{-}+{\bar {\nu _{e}}}+\nu _{\tau }\right)=K_{2}G_{F}^{2}m_{\tau }^{5}}；
其中，{\displaystyle K_{2}}是常數，{\displaystyle m_{\tau }}是陶子的質量。
緲子-陶子普適性意味著{\displaystyle K_{1}=K_{2}}。普適性也能夠解釋緲子壽命與陶子壽命之間的關係。輕子的壽命{\displaystyle L_{l}}與衰變率{\displaystyle \Gamma }之間的關係為
{\displaystyle L_{l}={\frac {1}{\Gamma _{total}}}={\frac {B\left(l^{-}\rightarrow e^{-}+{\bar {\nu _{e}}}+\nu _{l}\right)}{\Gamma \left(l^{-}\rightarrow e^{-}+{\bar {\nu _{e}}}+\nu _{l}\right)}}}；
其中，{\displaystyle B(x\rightarrow y)}與{\displaystyle \Gamma (x\rightarrow y)}分別標記過程{\displaystyle x\rightarrow y}的分支比與共振寬度。
陶子與緲子的壽命比因此為
{\displaystyle {\frac {L_{\tau }}{L_{\mu }}}={\frac {B\left(\tau ^{-}\rightarrow e^{-}+{\bar {\nu _{e}}}+\nu _{\tau }\right)}{B\left(\mu ^{-}\rightarrow e^{-}+{\bar {\nu _{e}}}+\nu _{\mu }\right)}}\left({\frac {m_{\mu }}{m_{\tau }}}\right)^{5}}。
從實驗獲得的緲子分支比與陶子分支比，可以計算出壽命比為大約1.328×10−7，實驗測量得到的壽命比為 ~1.323×10−7。兩者之差異是因為{\displaystyle K_{1}}、{\displaystyle K_{2}}實際並不是常數，它們與輕子的質量有關。
另外，由於電子-緲子普適性，陶子衰變為電子的分支比(17.85%) 與衰變為緲子的分支比 (17.36%) 相同（在誤差範圍內）：
{\displaystyle \Gamma \left(\tau ^{-}\rightarrow e^{-}+{\bar {\nu _{e}}}+\nu _{\tau }\right)=\Gamma \left(\tau ^{-}\rightarrow \mu ^{-}+{\bar {\nu _{\mu }}}+\nu _{\tau }\right)}。

## 輕子列表
| 粒子／反粒子名字      | 符號      | 電荷 (e) | 自旋 | Le    | Lμ    | Lτ    | 質量（MeV）     | 壽命 (秒)         | 通常衰變                                                         |
| --------------------- | --------- | -------- | ---- | ----- | ----- | ----- | --------------- | ----------------- | ---------------------------------------------------------------- |
| 電子 / 正子           | e− / e+   | −1/+1    | 1⁄2  | +1/−1 | 0     | 0     | 0.510998910(13) | 穩定              | 穩定                                                             |
| 緲子 / 反緲子         | μ− / μ+   | −1/+1    | 1⁄2  | 0     | +1/−1 | 0     | 105.6583668(38) | 2.197019(21)×10−6 | e− + ν e + ν μ                                                   |
| 陶子 / 反陶子         | τ− / τ+   | −1/+1    | 1⁄2  | 0     | 0     | +1/−1 | 1776.84(17)     | 2.906(10)×10−13   | http://pdg.lbl.gov/2008/listings/s035.pdf （页面存档备份，存于） |
| 電中微子 / 反電中微子 | ν e / ν e | 0        | 1⁄2  | +1/−1 | 0     | 0     | < 0.0000022     | 未知              |                                                                  |
| 緲中微子 / 反緲中微子 | ν μ / ν μ | 0        | 1⁄2  | 0     | +1/−1 | 0     | < 0.17          | 未知              |                                                                  |
| 陶中微子 / 反陶中微子 | ν τ / ν τ | 0        | 1⁄2  | 0     | 0     | +1/−1 | < 15.5          | 未知              |                                                                  |

## 參阅
- 粒子列表
- 夸克